# 중세 후기의 교육

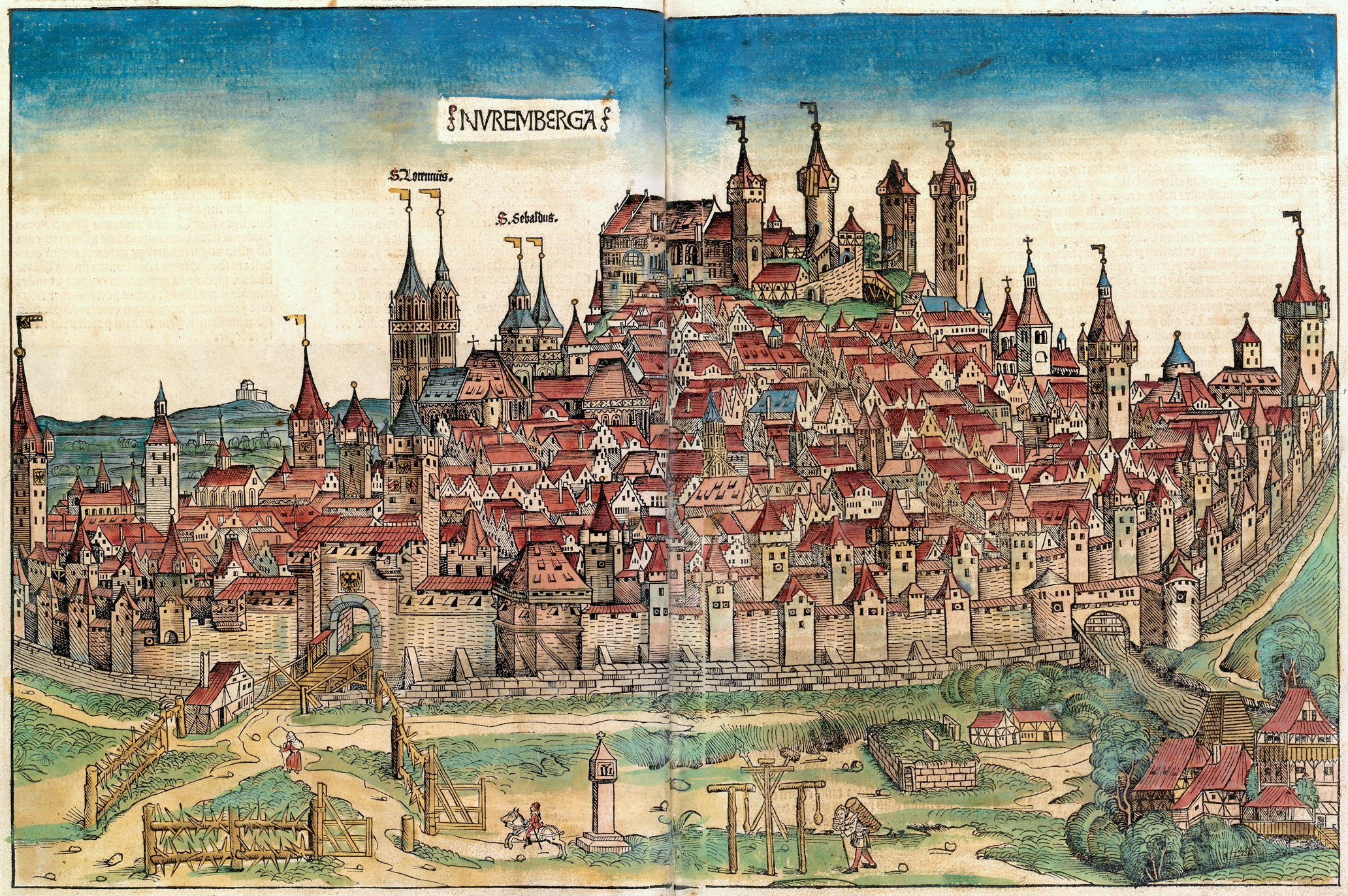
중세 후기의 도시의 출현은 교육활동 변환의 전기를 마련하였으며, 중세 대학 출현에 큰 영향을 미쳤다.

중세 후기의 교육은 10세기 경부터 14세기 경의 르네상스기까지 서부 유럽에서 있었던 교육활동을 의미한다.

## 암흑 시대의 종결
카롤루스 대제의 교육에 대한 업적은 시간이 흐르면서 그 영향력이 약화되기는 했지만, 11-12세기의 르네상스기까지 유럽 세계에서 학술 활동이 지속되게 하는 데는 충분했다. 물론, 이 시기에도 학문이 쇠퇴해간다는 지적이 종종 제기되기도 했지만, 그 쇠퇴의 정도는 카롤루스 대제 이전 시기의 것보다 광범위하지도 않았고 심각하지도 않았다. 중세 전기와 달리 교회와 수도원에서 학문 활동이 활발히 진행되었고, 학문적 구심점이 여러 곳으로 분산되어 전반적인 학술수준이 유지되어 갔다. 10세기 들어 오토 1세가 카롤루스 대제의 업적을 재현하려는 정책을 펼치면서, 오토 1세의 동생 브루노(Bruno the Great)의 학문적 열의에 의해 교육과 학문의 재전성기가 도래하였다.
브루노에 대해 당대의 사학자들은 ‘브루노는 오랫동안 망각되어 있던 7 자유교과의 명맥을 부흥했다.’라고 쓰고 있다. 고위 관료이자 학자였던 브루노는 이탈리아에서 저명한 학자들을 궁정학교에 초빙하였으며, 여러 문헌을 전국에서 수집해 궁정학교부설도서관을 정비하였다. 또한 브루노는 전국의 고위 성직자들에게 교육지도사업을 펼칠 것을 권장함으로써 학문을 전국적으로 전파하고자 하였다. 이러한 장려와 함께 수도원에 대한 막강한 지원도 재개하여 아일랜드 출신 선교사들이 라이케나우 수도원(Reichenau Abbey)과 성 골 수도원(Abbey of Saint Gall)을 설립할 수 있도록 조력하였다. 이 두 수도원은 꾸준히 성장하여 중세 후기에 최고의 학술수준을 자랑하는 기관으로 성장하였다.
그러나 위와 같은 사실들을 보더라도, 중세 후기 초반에는 교육이 위험한 처지에 있었던 것만은 분명한 사실이다. 카롤루스 대제 이후 프랑크 왕국은 정치적 혼란으로 인해 프랑스, 독일, 이탈리아로 분열될 위기에 놓여있었다. 이러한 내부적 혼란에 더하여, 이민족이 세 방향에서 프랑크 왕국을 압박하고 있었다. 8-11세기에 걸쳐 노르만족은 유럽 서해안 전역과 영국 제도를 초토화했다. 비슷한 시기에 이슬람교도들이 지브롤터 해협을 거쳐 스페인 전역을 장악하였고 중서부 유럽까지 이슬람교도가 진출하는 것은 시간문제인 듯 보였다. 이후 이슬람교도들은 이탈리아를 맹렬히 공격했으며, 결국 시칠리아 섬을 차지하였다. 이러한 이민족들의 발호는 933년 독일의 황제 하인리히 1세에게 대파될 때까지 계속되었다.
이러한 난세에 문화가 조락하는 것은 당연한 일이었다. 이민족들의 침략으로 인한 영향은 광범위하여 침략의 직접적 피해를 면한 지역에서도 문화가 쇠락의 길을 걸었다. 이민족의 침입을 거의 받지 않은 지역에서는 수도원에 틀어박인 극소수를 제외하고는 생업의 곤란으로 인해 학문과 교육에 관심을 둘 여력이 없었다. 이와 같은 형편에서 교회의 기금이나 자발적인 수업료로 운영되던 수많은 학교는 문을 닫게 되었다. 한편, 이와 같은 혼란기에 잉글랜드 지방의 학교들이 몰락을 면한 것은 침약으로부터 비교적 피해를 덜 받았고, 앨프레드 대왕이 침략을 저지한 후 곧바로 전후복구정책을 펼쳤기 때문이다.
이민족에 의한 대혼란은 11세기에 가서 노르만족이 기독교로 개종하여 유럽 세계에 편입되면서 수습되었다. 이민족들이 물러가자 이전의 번영은 빠른 속도로 다시 찾아왔고, 문명된 상태가 전에 없이 확고해졌다. 암흑시대가 지나가고 진정한 중세의 문화시대가 도래하여 도덕ㆍ지적 각성이 확산되기 시작하였다.
중세 후기 문명의 재건은 국가와 교회가 공동으로 노력했기 때문에 이루어진 것이다. 또한, 카롤루스 대제가 정치와 교육의 개혁을 통해 ‘유럽’이라는 하나 된 공동체 의식을 심어 놓은 것도 중세 후기 문명 재건에 적지 않은 공헌을 하였다. 중세 후기의 문명은 중세 전기와 비교해 볼 때 대단히 다른 것이었다. 유럽 서부에서의 삶은 이민족들의 침입을 전기로 하여 비약적으로 개선되었다. 노르만족의 개척정신과 새로운 문물에 빠르게 적응하는 기질은 유럽인에게 강건한 정신력을 가져다주었다. 무어족은 당시 유럽인들보다 진보적인 독자 학문을 고수하였는데, 이것이 기존 기독교 세계에 학문적 각성을 던져주었다. 마자르족의 무자비한 행위는 성곽 도시가 고안될 수 있도록 하였으며, 이것은 서구 세계의 사회구조 자체를 변화시킨 중대한 사건이었다. 성곽도시들은 이후 영주로부터 독립하여 독자적인 권력기관을 구성하였다.
중세 후기에 들어 도시가 출현하기 이전까지는 개인의 삶을 규제하는 통치기관이 자유민에게는 너무나 멀리 떨어져 있어 개인의 사익추구나 인권이 전적인 방치상태에 있었다. 이러한 개인은 자신이 원하는 바를 성취할 기회 자체를 갖지 못한 상태였기 때문에 인간적 자유를 누리지 못했다. 세속적인 면에서나 종교적인 면에서나 권위를 행사할 지위에 있는 소수만이 기회를 누리며 자유를 누릴 수 있었다. 도시의 출현과 성장은 이러한 사회적 구조를 근본적으로 바꾸어 놓았다. 도시 내부의 시민들은 자치를 획득해 나가며, 도시 내에서 기회와 자유를 누릴 수 있게 되었다. 시민들은 행정사무를 처리하기 위해 시청과 같은 공공기관을 조직했고, 그들의 권익을 보호하기 위해 의회를 구성했다. 상공업자들은 자신들을 이익을 수호하고 분쟁을 조정하기 위해 길드를 결성하였다. 자율성의 보장으로 시민들은 종교기관과 국가기관의 통치가 부과하는 성가신 제약에서 점차 벗어나게 되면서 더 많은 기회를 보장받았던 것이다.
새로운 시민들은 공민권 운동은 교육계에도 영향을 미쳤다. 먼저, 학교 수가 급격히 증가했다. 도시로 수많은 시민들이 몰려들면서 교육에 대한 수요가 발생했다. 결과적으로, 도시가 출현한 후 얼마 지나지 않아 대부분의 도시에는 학교가 설립되게 되었다. 이러한 학교들은 이전 시기의 학교와 마찬가지로 성직자가 운영하고 교육을 담당하였으며, 학사 과정도 이전 시기의 것과 유사했다. 외견상 교회에서 설립한 학교와 다를 바가 없었던 것이다. 그러나 도시의 학교들은 시민들의 관심을 받았고, 시민들이 그러한 학교의 유지와 운영을 지원했기 때문에 학교의 개념이 변화할 전기를 마련하였다. 결국 도시의 학교들은 성직자의 통제에 있으면서도 점점 더 세속적인 성격을 갖게 되었다. 중세 말기에 이르러서는 일부 도시학교들이 교회의 영향력을 완전히 벗어나 사립교육기관으로 독립하기도 하였다.
중세 도시의 발달이 교육에 미친 효과가 가장 두드러지게 나타난 분야는 문법학교나 성가학교가 아닌 수투티아 게네랄레(SUTUDIA GENERALE)라고 불린 학교이다. 이 학교는 이후 대학교(UNIVERSITAS)라고 불리게 되는 새로운 형태의 고등 교육 기관이다. 대학교가 등장한 연도를 정확히 지적하는 것은 불가능하다. 최초의 대학교가 등장한 것은 상당히 오랜 기간에 걸친 사건이기 때문이다.
12세기 초반 유럽의 몇몇 도시에서는 의학, 법률학, 신학 등 특수한 분야의 학문을 교육하는 학교가 명성을 얻었고, 이러한 학교에는 유럽 전역에서 학생들이 몰려들었다. 이 도시들 중 일부는 이름난 인사를 교원으로 두고 있기도 하였고, 다른 일부는 지리적으로 유리한 입지에 있기도 하였다. 이러한 형태의 학교들은 교원과 학생들의 안전을 보장하는 행정기구를 갖춘 항구적 조직으로 발전하였고, 세속권력과 종교권력으로부터 자치를 인정받게 되었다. 이러한 학교가 소재한 도시로 유명한 곳은 볼로냐, 파리, 옥스퍼드 등이 있었다. 이 도시에 소재한 학교들은 ‘모태대학[Greate Mother Universities]’로서 이후 설립된 수많은 대학교의 모델이 되었다.
가장 자유로웠던 도시가 있었던 남부 유럽에서 대학교가 가장 빠른 속도로 확산된 사실로 미루어보아, 도시 자치권의 성장과 대학교의 설립이 긴밀한 관계에 있다는 점을 알 수 있다. 이탈리아에는 12세기 초반에만 9개의 대학교가 자생적으로 발생하였고, 이후 200여 년간 10여개의 대학교가 도시의 노력으로 설립되었다. 스페인도 이탈리아만큼으로 도시가 성장한 지역이어서 중세에만 12개의 대학교 가 설립되었는데, 스페인의 대학교는 왕실의 지원에 의해 설립된 학교가 많았다. 프랑스 남부 지역의 도시들은 이탈리아나 스페인만큼 발전되어 있지는 않았지만, 오래전부터 있었던 두 개의 수투디아 게네랄레가 대학교로 발전하였고, 이후 이탈리아의 영향을 받아 6개교가 더 설립되었다.
이러한 유럽 남부의 사정에 비하여, 봉건 제도가 뿌리 박혀서 도시가 크게 성장하지 못한 유럽 북부에서는 대학교의 설립과 발전이 훨씬 느렸다. 그래서 프랑스 북부에는 권력기관에 의해 대학교가 설립되었다. 신학을 주요학문으로 하는 파리 대학교, 법률학을 주력학문으로 내세우는 오를레앙 대학교와 앙제 대학교가 그러한 유형이다. 다만, 샤르트르 지역에 있던 유서 깊은 수투디아 게네랄레는 파리 대학교에 압도되어 대학교로 발전하지 못하였고 사라졌다. 영국의 사정도 유럽 북부와 비슷하여, 여러 대학교가 설립되지 못하고 옥스퍼드 대학교와 케임브리지 대학교 이외에는 다른 대학교를 설립하지 못하였다. 독일과 네덜란드 지방에는 15세기에 이르기까지 대학교가 단 한 개도 설립되지 못했으며, 스코틀랜드 지역에서도 15세기 들어서야 최초의 대학교가 설립되었다. 이와 같이 1500년을 기준으로 하여 유럽에 존재했던 대학교는 총 79개교에 이르렀다.

## 중세 대학

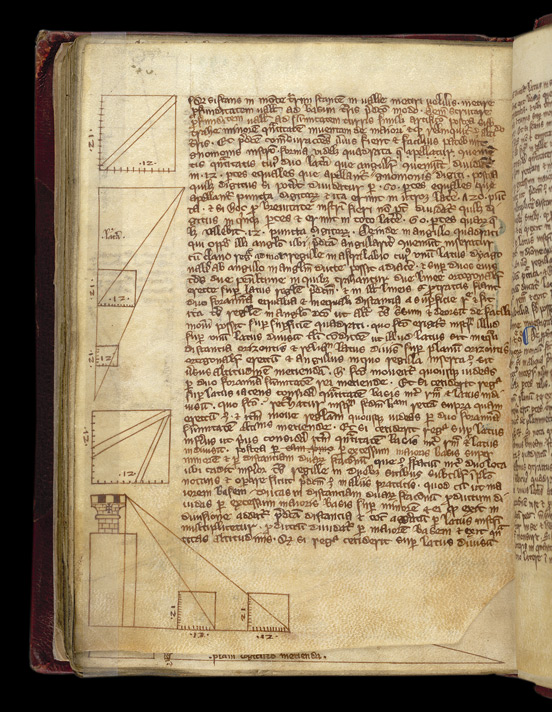
1300년경 중세 대학의 의학부에 재학했던 학생이 소지했던 자연 과학, 철학, 수학 교재

### 기원
일반적으로 대학교의 기원은 중세 기독교 세계에 기반을 둔 고등교육기관에서부터 시작된 것으로 여겨진다. 대학교의 출현 이전에 유럽에서의 고등교육은 수백 년간 교회에 부속된 대성당학교와 수도원학교에서 사제와 수도사와 같은 성직자들에 의해 이루어졌다. 이러한 고전적 성격의 고등교육기관은 6세기까지 그 연한이 올라간다.
12-13세기 유럽의 성장과 도시화의 진전에 따라 전문적인 성직자에 대한 수요가 높아져갔다. 12세기까지 유럽에서 지성활동의 중심은 수도원이었는데, 수도원에서는 예전과 성서에 편중된 지성활동이 이루어져 학술적 지성활동이 활성화되어 있지는 못했다. 그레고리오 개혁 중 교회법과 성사의 연구에 대한 규정에 의하여, 많은 교회에서 성직자들에게 교회법을 교육하기 위한 교회부설학교를 설립하였다. 이러한 교회부설학교에서는 교회법 뿐만 아니라 교회행정과 교회의 운영, 설교와 신학적 논변을 진행하는 데 필요한 논리학과 웅변술, 교회재정을 운영하고 기획하기 위한 회계학 등도 교육하였다. 교회에서의 배움은 교회봉건제 공고화를 위한 수단이 되었으며, 교회 내의 교사는 교회봉건제도에서 특별한 지위와 특권을 지니게 되었다. 그러나 교회학교에 입학하려는 학생이 증가하면서 교원 1인당 배정된 학생수가 폭증하게 되었다. 더욱이 교회학교가 소도시에 있는 경우에는, 타지에서 교회학교에 유학 온 학생과 지역주민간의 긴장이 증가하게 되었다. 이러한 이유들로 인해 결국 여러 교회학교들은 파리나 볼로냐와 같은 대도시로 통합되어 이전하게 되었다.
최초의 대학교들{볼로냐 대학교(1088년), 파리 대학교(11세기 중엽 교육시작, 1150년 확립), 옥스퍼드 대학교(1096년 교육시작, 1167년 확립), 모데나 대학교(1175년), 팔렌시아 대학교(1208년), 케임브리지 대학교(1209년), 살라망카 대학교(1218년), 몽펠리에 대학교(1220년), 파도바 대학교(1222년), 툴루즈 대학교(1229년), 오를레앙 대학교(1235년), 시에나 대학교(1240년), 코임브라 대학교(1288년)}은 교원과 학생의 사적 조합이 그 기원이다. 이러한 조합들은 자신들이 소재한 도시 당국과 영주들로부터 보호를 받기를 원했다. 이 조합들은 국왕이나 교황에게 세속적인 특권을 부여받을 수 있도록 요청하였다. 이러한 유형의 첫 번째 특권은 프리드리히 1세가 『학자의 특권(AUTHENTICA HABITA)』(1158년)이라는 헌장을 볼로냐 대학교의 학생들에게 부여한 것이다. 교황 알렉산데르 3세는 교회학교들이 교원자격을 부여하는 대가로 수업료나 수수료를 징수하는 것을 금지하였으며, 교사의 자격을 적절히 갖춘 자에게는 당연적으로 교원자격을 부여하도록 하였다. 해스팅스 래쉬돌(Hastings Rashdall)은 대학교 조합이 내부적으로 구성된 조직을 외부의 공격으로부터 보호하는 역할을 했다고 주장한다. 이와 같은 독립 대학교 형태들은 궁정관료나 조합이 자체적으로 보유한 재산으로 대학기관이 운영되었던 이탈리아나 스페인에서는 볼 수 없는 형태였다.
S. F. 에라투스(S. F. Elatus)와 조지 막디시(George Makdisi)와 같은 일부 학자들은 마드라사와 유럽의 중세 대학이 일직선상에 있다고 보고, 유럽에서 출현한 최초의 대학교들이 알안달루스와 시칠리아 토호국(Emirate of Sicily)의 영향을 받은 것이라고 주장한다. 그러나 조지 막디시, 도피 허프(Toby Huff), 노르만 다니엘(Norman Daniel)과 같은 학자들은 그러한 주장에 의문을 제기하고, 마드라사와 유럽의 중세 대학 간에 나타나는 학교구조, 학사행정, 교수방법론, 교육과정, 법률적 지위의 차이가 이행될 증거가 빈약하다고 지적한다. 특히 조지 막시디와 같은 학자는 중세 대학이 마드라사의 부산물이라는 데 강하게 반대하며, 중세 대학이 중세 유럽의 학문적 중심으로서 학문 전파의 구심점 이었고, 이후 약 천 년간 이슬람 세계의 마드라사의 진보에 영향을 미쳤다는 가설을 제기하고 있다.

### 성숙기
현대적인 대학교의 전신은 피에르 아벨라르의 지도하에 있었던 파리 대학교로 볼 수 있다. 아벨라르와 그 추종자들은 파리 시민과 파리 대성당 부설학교 학생들, 학교 수업과 교재를 검열하는 교회기관 간의 긴장한 사태에서 벗어나기 위해 중세에 존재했던 길드를 본 따 자족할 능력을 가진 항구적인 고등 교육 기관으로서의 우니베스시타스(UNIVERSITAS)를 조직하였다. 파리 대학교는 교황 그레고리오 9세의 『학문의 아버지(Parens Scientiarum)』라는 교서에 의해 모든 권력으로부터 독립된 최초의 대학기관이 되었다.
파리 대학교의 완전한 독립은 혁명적인 사변이었다. 파리 대학교를 시점으로 이전부터 존재했던 스투디움 게네랄레와 우니베르시타스 들이 교황과 황제의 특허를 득하기 시작하였고, 이로써 자치권을 얻었게 되었다. 1233년의 교황 교서에서는 툴루즈에서 교사면허를 득한 자는 어디서나 특별한 시험 없이 교사 자격을 보장받게 되었는데, 이러한 교사면허 특권이 각 대학에 부여되게 되면서, 대학 자치의 상징으로 되었다. 1292년에 교황 니콜라오 4세로부터 파리 대학교와 볼로냐 대학교가 대학교로는 최초로 그러한 교사면허 특권을 부여받았다.
13세기에 접어들어, 아빠스, 대주교, 추기경과 같은 교회기관의 최고위직의 절반가까이를 교원자격(master degree)를 가진 자가 차지하였다. 교회기관의 중간관리직은 3분의 1이상이 교원자격 소지자의 몫이었다. 더욱이 중세 말기의 가장 위대한 신학자인 성 토마스 아퀴나스와 로버트 그로스테스트는 대학교 졸업자였다.
중세 대학은 비잔티움 제국과 아랍 세계의 학자들에 의해 아리스토텔레스의 학술적 업적이 재조명되는 가운데 성장해갔다. 실제로 유럽의 중세 대학들은 아리스토텔레스와 다른 자연철학자들의 저술을 중요한 교과과정으로 다루었으며, 결과적으로 근현대의 대학보다 중세 대학에서 자연과학이 교과과정 중에 차지하는 비중이 훨씬 컸다.
르네상스기에 들어 인문주의 운동에 의해 고대 철학자들에 대한 인기가 사그라지어 대학교의 위상이 하강하기 시작했지만, 대학교는 아리스토텔레스와 다른 철학자의 과학과 철학에 관계된 저술들을 계속 전승시켜 16-17세기의 과학 혁명의 밑바탕을 다지는 역할을 하였다.

### 중세 대학의 특징
초기의 중세 대학들은 교정[campus]을 갖고 있지 않았다. 강의는 교회나 주택과 같이 강의가 가능한 곳이라면 어디서든 열렸다. 즉, 초기 중세 대학은 물리적인 공간이 아니라 우니베르시타스라는 조합으로 연합된 개인들의 집합이었다. 그러나 곧 케임브리지 대학교 같은 일부 대학교들이 강의를 위해서 주택이나 방을 사거나 빌리기 시작하였다.
중세 대학은 교원의 급료를 부담하는 주체에 따라 크게 3가지 유형으로 분류된다. 첫 번째 유형은 교원을 학생조합이 고용하고 학생조합이 교원의 급료를 지급하는 볼로냐 대학교와 같은 유형이다. 두 번째 유형은 교회기관이 교원을 고용하고 급료를 부담하는 파리 대학교 유형이다. 마지막 유형은 왕(중앙정부)이나 지방정부에 의해 대학교의 운영이 지원되는 형태였다. 마지막 유형은 1530년대 말 영국에서 시행된 교회ㆍ수도원 재산 몰수 및 해체 정책(Dissolution of the Monasteries)과 영국내에서의 영국 성공회의 성립에 의한 재정확보로 나타난 유형이다. 이러한 구조적 차이는 학사과정과 운영의 차이를 낳았다. 볼로냐 대학교에서는 학생들이 자치조직을 구성하여 대학교를 운영하였고, 이 대학교의 교원들은 다른 대학교의 교원들에 비하여 학생조합으로부터 많은 압력과 불이익을 받았다. 파리 대학교에서는 교원들이 학교 운영의 주체가 되었다. 교원이 학교 운영의 주체가 되는 것은 유럽 세계에서 파리 대학교가 최초였다. 파리 대학교의 유명 과목은 신학이었는데, 이 때문인지 파리 대학교에서의 교원자격부여권한은 대학교 외부인 교구의 교회법무관에게 있었다.
중세 대학에서의 교육 연한은 학사 학위 과정이 6년이었고, 석사와 박사 학위 과정이 도합 12년 과정으로 되어 있었다. 학사 학위 과정은 7자유교과를 교육하는 교양학부에서 진행되었으며, 기하학, 지리학, 천문학, 음악학, 문법학, 논리학, 수사학을 교과목으로 두었다. 중세에 교양학부에서 가장 중요한 과목으로 여겨졌던 것은 논리학이었다.
교양학부의 학사 학위는 상위 학부로 진학할 자격을 갖추었음을 의미하는 것이었다. 상위 학부에는 석사와 박사 학위 과정으로 법학부, 의학부, 신학부가 있었는데, 이 중 신학부에서 학위를 받는 것이 가장 어렵지만, ‘학문의 꽃’이라 하여 가장 권위 있는 학부로 여겨졌다.
중세 대학에서의 강의는 주제에 따라 이루어진 것이 아니라 철저히 교재 중심으로 이루어졌다. 즉, 아리스토텔레스의 저서나 성경 내용 자체에 대한 강의가 이루어졌던 것이다. 대부분의 대학교에서 강좌의 수강은 불수의적이었다. 학사과정이 고정되어 있어 모든 사람이 똑같은 과정을 통해 똑같은 강좌를 수강해야 했다.

## 중등교육

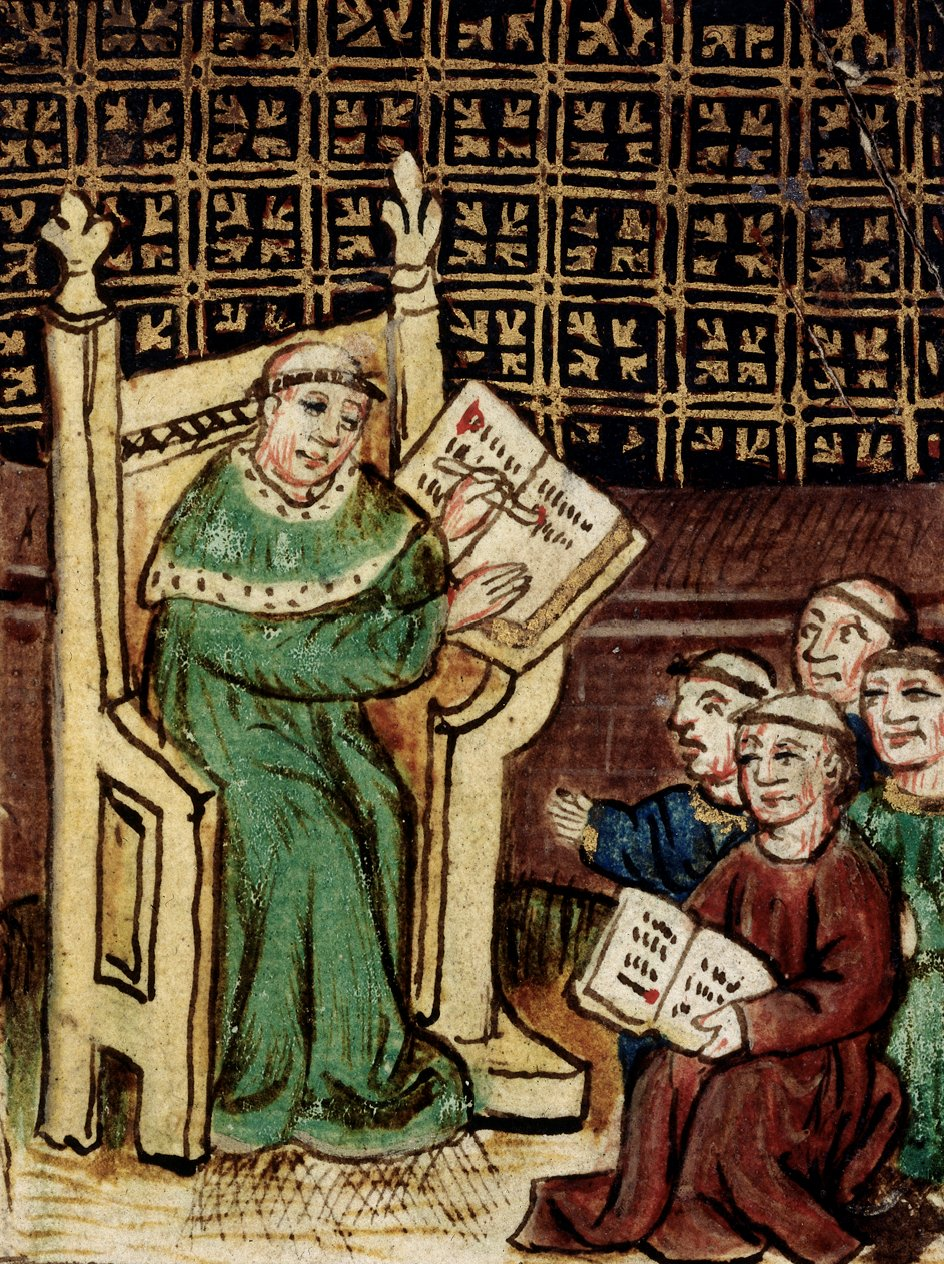
1400년대 후반의 학교의 모습

중세 후기의 학문적 열의가 대학교를 중심으로 이어졌지만, 대학교 이하 급 학교에서도 학문적 열의를 찾아볼 수 있었다. 사는 사람이 드문 산간벽지를 제외하면, 서유럽 거의 모든 지역에는 정규 문법학교가 설립되어 있어서 고등학문을 배우고자 하지 않는 이상 다른 지역으로 가서 교육을 받을 필요가 없게 되었다. 이러한 문법학교에서는 읽기와 쓰기를 배우는 것 이외에 문자언어와 회화언어로서의 라틴어를 배울 수 있었고, 수사학과 논리학과 같이 당대에 사소한 교과로 여겨지던 것까지 배울 수 있었다. 문법학교가 없는 소도시와 작은 마을의 경우에는 제프리 초서가 《여수도원장 이야기(The Prioresses Tale)》에서 언급한 읽기학교나 노래학교가 있었다. 다음은 《여수도원장 이야기》의 일부이다.
| “ | 해마다 어른들이 높은 교리와 학설을 배우던 바로 그 학교에서 이제는 코흘리개 아이들이 말과 노래와 글자를 배우도다. | ” |

중세의 학생들이 학교에서 배운 교과의 수준은 비교적 준수한 수준이었다. 중세 후기의 사람들이 쓴 글이나 그들이 수행한 계산 업무들의 기록들은 중세 이후 3개세기 동안의 기록의 수준보다 훨씬 높다.
중세 후기 상황이 이러했던 점에는 교회가 교육에 많은 관심을 기울인 것이 주효했다. 12세기 교회법은 대중교육이 교회의 기능에 속한다는 점을 명시하고 있다. 1189년 제3차 라테란 공의회에서는 교회가 성직자뿐만 아니라 일반학생에게 교육을 무상으로 제공해야 한다는 것을 결정하였다. 그 결정 내용은 다음과 같다.
| “ | 하나님의 교회는 자애로운 어머니와 같아서 가난한 사람들에게 육체를 유지하는 데에 필요한 물건과 영혼을 이롭게 하는 데에 필요한 물건을 모두 제공함으로써 부모의 도움을 받을 수 없는 가난한 사람들이 글을 읽고 생활을 영위해 나갈 기회를 박탈당하는 일이 없도록 하여야 한다. 모든 사원에 적절한 건물을 지어 교원으로 하여금 그 사원의 성직자들과 가난한 사람들을 무상으로 가르치도록 하여, 가르치는 사람이나 배우는 사람에게 다 같이 부담을 덜어주고 배움의 길을 열어주어야 한다. 그 밖의 교회나 수도원에서도 과거에 이 목적을 위한 조치가 있었다가 폐지된 경우가 있다면, 이제 그것을 다시 부활시켜야 한다. | ” |

위와 같은 결정에서 나타난 바와 같이 중세에 사원, 대학교 부설교회, 수도원 등에 부설된 중등학교는 중세 이후 유럽 교육에서 중요한 역할을 하였다. 12세기에 들어 수도원의 세력이 강대해짐에 따라, 수많은 교회와 사원들은 수도원의 영향 아래 들어가게 되었으며, 그러한 교회와 사원의 부설학교도 수도원의 영향을 받게 되었다. 그런데 이러한 변화는 교육 제공 주체가 사제에서 수도사로 넘어갔다는 것을 의미하는 것은 아니다. 학교의 운영과 관리(교육행정)은 수도원의 소관으로 되었지만, 교원의 절대 다수는 교회의 일반 성직자들이었던 것이다.
이 시기 가장 중요한 변화는 사원에서의 세속 교육 분야에서 나타났다. 대학교에서 신학이 전문적인 학문으로 발전해감에 따라, 수도원 부설학교에서는 문법 교과가 여러 교과로 분화되고 기존의 문법학교나 성가학교에서 신학학교가 부설되기 시작했다. 이와 동시에 학교에서 교육하는 일과 교회법을 해석하여 집행하는 일이 독립되었다. 종래의 학교장의 위상이 ‘학교’의 장에서 ‘사원학교’의 장으로 격상된 것이다. 이는 학교장이 사원의 집행부에 참여할 수 있게 됨을 의미하는 것이었다. 이로써 교장은 실질적인 교육에 복무하지 않으면서, 교원의 임면권을 갖게 되었다.
사원과 대학교의 부설학교만으로는 당대의 교육적 수요를 감당할 수 없었다. 이 시기에는 학교가 폭발적으로 증가했으며, 이러한 새로운 학교들은 대략 4가지 유형으로 분류된다.
- 후기 대학교 부설학교

이 유형의 학교는 13세기 중반에서 종교개혁에 이르는 기간 동안 설립된 학교이다. 이 유형의 초기 학교에서는 기존의 대학교 부설학교에서처럼 교회의 일이 학습보다 더 중시되고 있었지만, 점차 시간이 지날수록 학습이 교회의 일보다 중요하게 되었다. 윈체스터 대학교 부설학교, 이튼 학교 등이 이러한 유형에 속한다.
- 병원 부속학교

이 유형의 학교는 영국에서 빈민 구호소(almshouse) 정책이 시행되면서 등장하였다. 빈민 구호소는 기부금을 받아 운영되었으며, 질병의 치료도 하고 있었다. 병원 부속학교는 이러한 빈민 구호소에 수용되어 있는 가난한 학생들을 교육하기 위해 설립된 것이었다. 가장 유명한 병원 부속학교는 런던의 블루 코트 학교(Blue Coat School)이다.
- 길드학교

상인과 수공업자들의 조합인 길드는 독자적으로 사제를 두어 조합원이나 길드의 종교적 행사를 진행하였다. 이러한 길드에 소속된 사제들은 자신의 직무 시간 외에 조합원의 자녀나 지역주민들을 대상으로 교육을 제공하고, 강의료를 받았다. 이후 이 사제들은 학교를 운영하기 시작했고, 이것이 길드학교가 되었다. 셰익스피어가 라틴어와 그리스어를 배웠다는 스트랫퍼드 어폰 에이번 문법학교가 이러한 종류의 학교였다.
- 연보학교

이 종류의 학교는 설립배경이 길드학교와 비슷하다. 연보란 장례식장에서 장례를 진행하는 사제에게 지급할 급여를 모은 기금이었는데, 장례식장의 사제에게 항상 일이 있는 것이 아니어서, 근무 시간 외에 학교에서 교육을 제공하고 강의료를 받는 것이 일반적인 관례였다. 즉, 연보학교는 이러한 관례에 의해 생겨난 학교였다.
위와 같은 유형의 새로운 학교들은 대학교에서도 나타난 바와 같이, 교육이 교회의 통제를 벗어나서 비종교적인 형태로 독립하는 경향을 보였다. 물론, 이러한 분리가 완전한 형태였던 것은 아니다. 심지어 길드학교와 같이 종교기관으로부터 완전히 독립되어 있는 경우에도, 교원은 언제나 성직자였다. 그러나 15세기에 접어들면서, 그러한 분리가 확실해지기 시작했다. 15세기의 요크 사원 부설 문법학교(York Cathedral Grammar School)의 교장이 모두 일반인으로 선출되었던 것이다. 이러한 전환적 본보기가 등장한 직후, 학교장을 일반인으로 두고자 하는 학교가 증가하게 되었다.
교회와 교육의 분리는 독일과 스코틀랜드에 나타난 시립학교(Town School; Municipal School)에서 극명하게 나타났다. 시립학교는 학교의 운영과 관계된 모든 사항이 시 행정부 산하에 있었다. 그런데 이 시기의 시 행정부는 영주와 교회로부터 독립해 나가고 있었기 때문에, 도시 내 교회기관의 승인 없이 시 행정부가 독자적으로 교원을 임면할 수 있었다. 1464년에는 교원의 임명이 완전히 세속적인 권력에 의해 이루어진 사례가 나타나게 되었다. 스코틀랜드의 피블즈 학교(Peebles School)이 그러한 학교로서, 이 학교의 기부자들이 윌리엄 블라클로크(Sir William Blaklok)를 교장 후보자로 시 당국에 추천했고, 시 당국은 그들의 요청을 받아들여 교회의 간섭 없이 임명하였다.
그러나 1509년에는 교육영역에서의 세속권력을 견제하기 위한 움직임이 나타나기도 했다. 여러 사원학교장들이 로마 교황에게 자신들의 교육에 대한 기득권을 보장해 줄 것을 요청한 것이다. 교황은 그 사원학교장들의 청원을 인정했지만, 사원학교장의 권위 추락을 막을 수는 없었다. 1538년 한 도시의 문법학교 교장 자리가 공석으로 되었을 때, 시 의회는 독자적으로 교장 후보자를 지명한 후 그 도시의 사원장에게 통보했다. 이에 사원장이 반발하며 다른 사람을 교장으로 임명했지만, 시 의회는 자신들의 의견을 관철하였다. 이는 교육의 권위가 교회에서 세속으로 이양되는 중대한 효시였다.

## 참고 문헌
- 《교육학적 사유를 여는 교육의 철학과 역사》 : 정영근 외 3인 저, 문음사, 1999
- 《교육학적 사유를 여는 교육의 철학과 역사(증보개정판)》 : 정영근 외 3인 저, 문음사, 2010
- 《교육사개설》 : P. 몬로 저, 교육과학사, 1994
- 《서양교육사》 : 윌리엄 보이드 저, 교육과학사, 1994
- 《서양교육사 연구》 : 성기산 저, 문음사, 1993
- 《중세의 지식인들》 : 자크 르 코프 저, 최애리 역, 동문선, 1999